# Gloster Gauntlet
Gloster Gauntlet là một loại máy bay tiêm kích hai tầng cánh của Anh. Do hãng Gloster Aircraft thiết kế chế tạo vào thập niên 1930. Đây là loại tiêm kích cuối cùng của RAF có buồng lái mở.

## Thiết kế và phát triển
Gloster S.S.18 bay lần đầu vào tháng 1/1929. Gauntlet là một phát triển của thiết kế Gloster S.S.19B, ban đầu đặt 6 súng máy (4 khẩu trong cánh và 2 khẩu trong thân). Mẫu thử S.S.19 lắp một động cơ Bristol Mercury VIS, bay lần đầu năm 1933. Khi đang thử nghiệm S.S.19, Bộ Không quân đã đặt mua 24 chiếc vào tháng 9 năm 1933 và đặt tên là "Gauntlet".

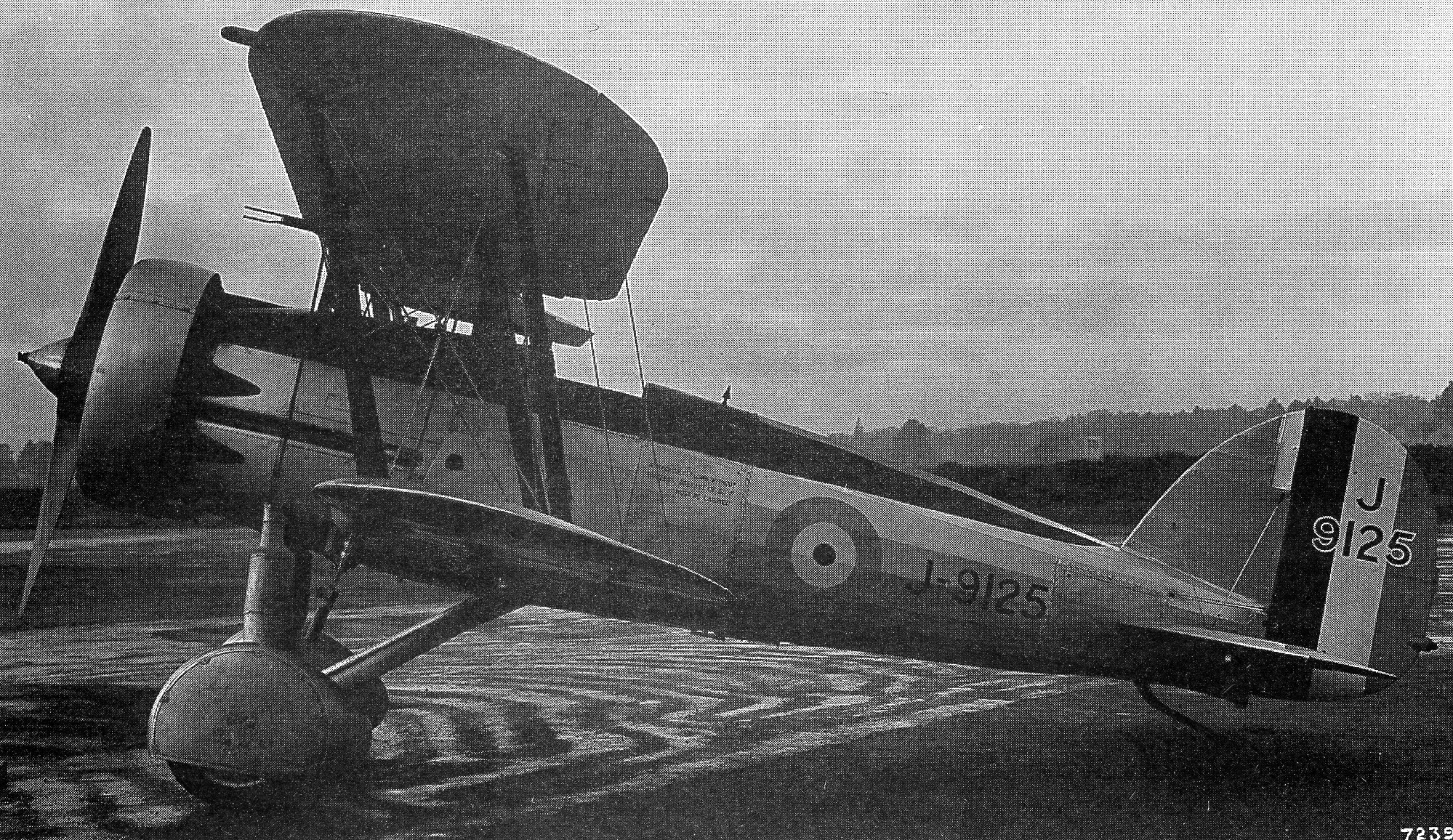
J9125 vào 12/1932: lắp động cơ Jupiter VIIF

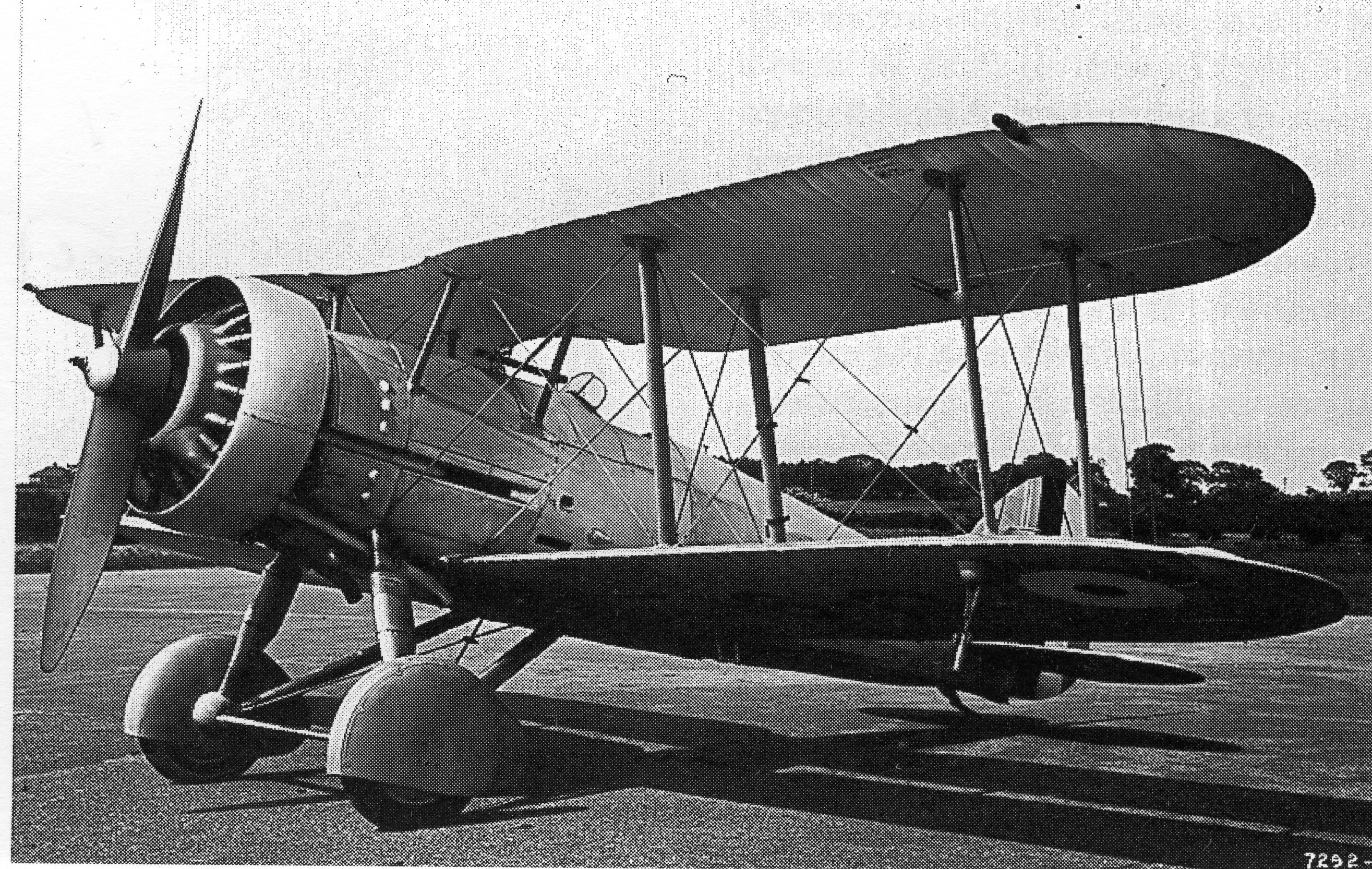
J9125 vào 12/1932: lắp động cơ Mercury VI

## Biến thể
- SS.18: Mẫu thử một chỗ.
- SS.18A: SS.18 lắp động cơ 480 hp (358 kW) Bristol Jupiter VIIF.
- SS.18B: SS.18 lắp động cơ 560 hp (418 kW) Armstrong Siddeley Panther III.
- SS.19: Mẫu thử một chỗ; lắp động cơ Bristol Jupiter.
- SS.19A:
- SS.19B: Mẫu thử một chỗ; lắp động cơ 536 hp (400 kW) Bristol Jupiter VIS.
- Gauntlet Mk I: Tiêm kích một chỗ cho RAF; 24 chiếc.
- Gauntlet Mk II: Tiêm kích một chỗ; phiên bản sửa đổi của Gauntlet Mk I; 221 chiếc.

## Quốc gia sử dụng
Úc
- Không quân Hoàng gia Australia
  - Phi đoàn 3

 Đan Mạch
- Hærens Flyvetropper
  - Phi đoàn 1 Hærens Flyvetropper

 Phần Lan
- Không quân Phần Lan
  - Phi đoàn 30
  - Phi đoàn 34
  - Phi đoàn 25
  - Phi đoàn 17
  - Phi đoàn 35

 Southern Rhodesia
- Không quân Nam Rhodesia
  - Phi đoàn 1 SRAF

 South Africa
- Không quân Nam Phi
  - Phi đoàn 1 SAAF
  - Phi đoàn 2 SAAF

| Anh Quốc - Không quân Hoàng gia - Phi đoàn 6 RAF - Phi đoàn 17 RAF - Phi đoàn 19 RAF - Phi đoàn 32 RAF - Phi đoàn 33 RAF - Phi đoàn 46 RAF - Phi đoàn 47 RAF - Phi đoàn 54 RAF - Phi đoàn 56 RAF - Phi đoàn 65 RAF - Phi đoàn 66 RAF - Phi đoàn 73 RAF | - - Phi đoàn 74 RAF - Phi đoàn 79 RAF - Phi đoàn 80 RAF - Phi đoàn 111 RAF - Phi đoàn 112 RAF - Phi đoàn 151 RAF - Phi đoàn 213 RAF - Phi đoàn 234 RAF - Phi đoàn 237 RAF - Phi đoàn 504 RAF - Phi đoàn 601 RAF - Phi đoàn 602 RAF - Phi đoàn 615 RAF - Phi đoàn 616 RAF |

## Tính năng kỹ chiến thuật (Gauntlet Mk II)

Gloster Gauntlet

Gloster Aircraft since 1917

### Đặc điểm riêng
- Tổ lái: 1
- Chiều dài: 26 ft 5 in (8,05 m)
- Sải cánh: 32 ft 9½ in (10,0 m)
- Chiều cao: 10 ft 3 in (3,13 m)
- Diện tích cánh: 315 ft² (29,3 m²)
- Trọng lượng rỗng: 2.770 lb (1.259 kg)
- Trọng lượng có tải: 3.970 lb (1.805 kg)
- Động cơ: 1 × Bristol Mercury VI S2, 645 hp (481 kW)

### Hiệu suất bay
- Vận tốc cực đại: 200 knots (230 mph, 370 km/h) trên độ cao 15.800 ft (4.820 m)
- Vận tốc hành trình:
- Tầm bay: 400 nm (460 mi, 740 km)
- Trần bay: 33.500 ft (10.210 m)
- Vận tốc lên cao: 2.300 ft/min (11,7 m/s)
- Lực nâng của cánh: 12,6 lb/ft² (61,6 kg/m²)
- Lực đẩy/trọng lượng: 0,162 hp/lb (266 W/kg)

### Vũ khí
- Súng: 2 khẩu súng máy Vickers 0.303 in (7,7 cm)

### Máy bay có sự phát triển liên quan
- Gloster Gladiator

### Máy bay có tính năng tương đương
- Avia B-534
- Blériot-SPAD S.510
- Bristol Bulldog
- Hawker Fury
- Kawasaki Ki-10

### Danh sách khác
- Danh sách máy bay quân sự giữa hai cuộc chiến tranh thế giới